# Chalmersgatan
Chalmersgatan är en gata i stadsdelen Lorensberg i Göteborg. Den är cirka 457 meter lång och sträcker sig från Parkgatan till Engelbrektsgatan.
Gatan fick sitt namn år 1872 efter Chalmerska slöjdskolan, Chalmers tekniska högskolas äldre byggnad uppförd år 1869, som gatan passerar.